# ソニックライダーズ シューティングスターストーリー
『ソニックライダーズ シューティングスターストーリー』 (Sonic Riders: Zero Gravity) は、セガより2008年1月17日発売のWii用レースゲームで、ソニックライダーズの続編である。日本国外ではWiiとPlayStation 2とのマルチプラットホームで展開するが、日本ではWii版のみ発売。
前回は「空気・風」をテーマの一つとしていたが、本作では「重力」がテーマとなっている。トリックやスキルを成功させる事で得られる「GP（グラビティポイント）」を消費することで、壁を走ったり、ドリフト、超加速（落下）などが可能になる。
wi-fiコネクションを利用する事で、コースのタイムレコードのアップロードや閲覧、ゴーストデータのダウンロードが可能である。

## スタッフ
- ディレクター/メインゲームデザイン：森本兼次郎

## ストーリー
ヒーローズサイド、バビロンサイドからの視点で隕石を巡る物語が進む。
ヒーローズ
エクストリームギアのワールドグランプリから数ヶ月たったある夜、正体不明の隕石が「流れ星」として数箇所に落下した。その一つは警備ロボの世界的メーカー「メテオテック社」の施設に落下。その夜からメテオテック製の警備ロボが何かを探すように暴走を始める。次の日、家の前に落ちていた隕石を拾ったテイルスはソニック、ナックルズと共にメガロステーションへ向かう。しかし、メガロステーションに配備されている警備ロボがソニックがもてあそんでいたその隕石を見つけると突然襲い掛かってきた。ソニック達が乗っていたエアカーは大破。テイルスとナックルズは無事だったが、ソニックは地上300階から真っ逆さまに落ちていく。その途端ソニックが持っていた隕石が光り輝き、エアカーの残骸とソニックが無重力になり空中で静止した。ソニックはこれに驚き、そしてニヤリと笑った。重力を操る力を手に、新たな冒険が始まった。
バビロン
「星の聖櫃」と呼ばれる秘宝を手に入れるためギガンテックロックスに来たバビロン盗賊団。トラップを解除し星の聖櫃を手にするジェット。そのとき流れ星が。ジェットはソニックに勝てる力を流れ星に願う。その流れ星は地上に激突。その衝撃で解除したトラップが作動し、巨大な岩が落下してきた。その途端星の聖櫃が光り輝き、岩とジェット達の体が宙に浮かんだ。ジェットは星の聖櫃を手に、高笑いしながらギガンテックロックスの遺跡を高速で駆けていった。

## プレイヤーキャラクター
前作では登場キャラクターが絞られていたが、本作では多数のキャラクターが登場する。
- ソニック：スピードタイプ
- テイルス：フライタイプ
- ナックルズ：パワータイプ
- エミー：スピードタイプ
- シャドウ：スピードタイプ
- ルージュ：フライタイプ
- Dr.エッグマン：パワータイプ（特殊）
- クリーム：フライタイプ
- ジェット：スピードタイプ
- ウェーブ：フライタイプ
- ストーム：パワータイプ
- シルバー：フライタイプ
- ブレイズ：スピードタイプ
- ナイツ（ゲスト出演）：フライタイプ
- アミーゴ（ゲスト出演）：スピードタイプ
- ビリー（ゲスト出演）：パワータイプ
- SCR-GP：パワータイプ（特殊）

本作オリジナルキャラクター。メテオテック社の名を一躍世界に広めた量産型自律思考式セキュリティロボ。エクストリームギア（ホイールシステム）の技術を採用した高速移動システムを有しており、あらゆる障害物をものともしない強靭なボディを誇る。
ストーリーモードでは敵キャラとして登場する。
- エービス（A.B.I.S. SCR-HD）：フライタイプ（特殊）

本作オリジナルキャラクター。メテオテック社が開発したセキュリティロボシリーズの新型試作機。量産型であるSCR-GPに指令を下すリーダープログラムが組み込まれている他、より軽量化された金属素材とエクストリームギア（エアライド）の技術を採用している。
ストーリーモードでは敵キャラとして登場する。
- ※スーパーソニック（ある条件を満たし、ソニックを選ぶと使用できる）：スピードタイプ